# Colin McPhee
Colin (Carhart) McPhee (Montreal, 15 maart 1900 – Los Angeles, 7 januari 1964) was een Canadees componist, muziekpedagoog, ethnomusicoloog en pianist.

## Levensloop
McPhee begon zijn muziekstudies (piano en compositie) bij Gustav Strube aan het Peabody Institute of the Johns Hopkins University in Baltimore en gradueerde aldaar in 1921. Van 1921 tot 1924 studeerde hij piano bij Arthur Friedheim in Toronto. Van 1924 tot 1926 studeerde hij in Parijs bij Paul Le Flem compositie en bij Isidor Philipp piano. Een bepaalde tijd in 1926 studeerde hij ook bij Edgard Varèse in New York. 
Tijdens zijn studies aan het Peabody Institute of the Johns Hopkins University ging zijn Pianoconcert nr. 1 in mei 1920 in Baltimore in premère, waarbij hij begeleid werd door het Peabody Orchestra. Op 15 januari 1924 vond de première van zijn Pianoconcert nr. 2 met het Toronto Symfonieorkest onder leiding van Luigi von Kunits plaats. Hij kreeg twee keer een studiebeurs van de Solomon R. Guggenheim Foundation. 
Van 1931 tot 1938 leefde hij in Indonesië, vooral op de eilanden Bali en Java. In deze tijd schreef hij het boek A House in Bali. Aldaar bestudeerde hij eveneens de muziek-, dans- en theatercultuur en ontwikkelde zich tot een international erkende expert op dit gebied. Het beïnvloedde ook verschillende van zijn symfonische en koorwerken. Bijvoorbeeld schreef hij in 1936 voor Carlos Chávez en het Orquestra Sinfónica de México het werk Tabuh-Tabuhan: Toccata for Orchestra voor twee piano's en orkest, waarin de ritmes en resonanties van het Gamelanorkest te herkennen zijn. Na een uitvoering van dit werk in een reeks van Canadese muziek door een symfonieorkest onder leiding van Leopold Stokowski op 16 oktober 1953 in de Carnegie Hall werd het erg populair en won de prijs van de American Academy of Arts and Letters in 1954 en in 1956 werd het door het "Eastman Rochester Orchestra" onder leiding van Howard Hanson op langspeelplaat opgenomen. 
Gedurende de Tweede Wereldoorlog was hij als muzikaal adviseur van de United States Military Information Office werkzaam. In 1941 nam hij samen met Benjamin Britten aan de tweede piano en Georges Barrère op dwarsfluit zijn werk Balinese Ceremonial Music (1938) op langspeelplaat op. 
Van 1960 tot 1963 doceerde hij muziek aan de Universiteit van Californië - Los Angeles. 

## Composities

### Werken voor orkest
- 1920 Concert nr. 1 - "La mort d'Arthur", voor piano en orkest
- 1923 Concert nr. 2, voor piano en orkest
- 1930 Symfonie nr. 1, voor orkest
- 1936 Tabuh-Tabuhan: Toccata for Orchestra voor twee piano's en orkest[2][3]
  1. Ostinatos: Animato
  2. Nocturne: Tranquilo
  3. Finale: Quieto e misterioso
- 1944 Four Iroquois Dances, voor orkest
  1. Corn Dance
  2. Eagle Dance
  3. Scalping Dance
  4. Medicine Dance
- 1954 Transitions, voor orkest
- 1957 Symfonie nr. 2 - Pastorale, voor orkest
  1. Moderato Misterioso
  2. Elegy - Lento - Molto Tranquilo
  3. Molto energico
- 1958 Nocturne, voor kamerorkest
- 1960 Symfonie nr. 3, voor orkest
- Suite in Six Movements

### Werken voor harmonieorkest
- 1928 Concert, voor piano en blaasoctet (in 1947 bewerkt voor twee piano's)
  1. Allegretto
  2. Chorale
  3. Coda
- 1959 Concert, voor harmonieorkest

### Muziektheater

#### Toneelmuziek
- 1940 The Emperor Jones, toneelmuziek voor het stuk van Eugene O'Neill
- 1940 Battle of Angels, toneelmuziek voor het stuk van Tennessee Williams

### Vocale muziek

#### Werken voor koor
- 1936 From the Revelation of St. John the Divine, voor mannenkoor, 3 trompetten, 2 piano's en pauken

#### Liederen
- 1917 Arm, Canadians! March to Glory!, voor zangstem en piano - tekst: V. Wyldes
- 1928 C'est la bergere Nanette, voor sopraan en piano
- 1928 Cradle Song, voor sopraan en piano
- 1928 Petit chaperon rouge, voor sopraan en piano
- 1928 Theris, voor sopraan en piano
- 1929 Sea Shanty Suite, voor bariton, mannenkoor, twee piano's en twee sets van pauken
  1. Lowlands
  2. Billy Boy
  3. Stormalong
  4. What shall we do with a drunken sailor?
  5. Tom's Gone to Hilo
  6. Highland Laddie

### Kamermuziek
- 1925 Pastorale and Rondino, voor 2 dwarsfluiten, klarinet, trompet en piano
- 1934/1938 Balinese Ceremonial Music, voor dwarsfluit en twee piano's[4]
  1. Pemoengkah
  2. Gambangan
  3. Taboeh teloe
- 1935-1936 Two Pieces of gamelan music, voor dwarsfluit en piano
- 1947 Suite of Balinese transcritions, voor 3 piano's, celesta, xylofoon, glockenspiel, cello en contrabas
- Kambing Slem
- Lagoe Sesoeloelingan Ardja

### Werken voor piano
- 1916 Four Piano Sketches, Op. 1
  1. April
  2. Prelude
  3. Water Nymph
  4. Silhouette
- 1924 Three Moods
- 1925 Sarabande
- 1926 Invention
- 1930 Kinesis
- Kenesis and Invention

### Werken voor harp
- Lagu Délem

### Filmmuziek
- 1931 Mechanical Principles
- 1931 H20
- 1957 Air Skills
- 1957 Blue Vanguard
- 1957 In Our Hands

### Werken voor de omroep
- 1948 Broken Arrow, voor een hoorspel Columbia Broadcasting System (CBS) radio productie op 22 mei 1948

## Publicaties
- Balinese wajang koelit and its music, 1936?, 1981. ISBN 0-404-16765-9
- Angkloeng gamelans in Bali, 1937.
- A House in Bali, New York: Oxford University Press, 1946, 1981, ISBN 0-195-80448-1
- Club of small men : a children’s tale from Bali, New York, 1947, 2002. ISBN 0-7946-0074-3
- Music in Bali - a study in form and instrumental organization in Balinese orchestral music, New Haven, 1957. New York, 1976. ISBN 0-306-70778-0